# Barranco de las Lajas
Barranco de las Lajas es una entidad de población perteneciente al municipio de Tacoronte, en la isla de Tenerife —Canarias, España—.

## Toponimia
Toma su nombre del accidente geográfico que lo cruza, y que se corresponde con un tramo del barranco de San Jerónimo, que nace a 1.099 m s. n. m. en la Cordillera Dorsal de la isla y desemboca en la playa conocida como callao del Camello tras recorrer unos nueve kilómetros.

## Geografía
Barranco de las Lajas se sitúa en la parte alta de Tacoronte, a una altitud media de 912 m s. n. m. Ubicado a aproximadamente cinco kilómetros del centro municipal, es una localidad agrícola cuya superficie abarca una amplia zona rural y natural, incluyendo parte del espacio natural protegido de Las Lagunetas y del monte de utilidad pública Agua García y Cerro del Lomo.
Posee una iglesia dedicada a la virgen del Rosario, la ermita de san Isidro labrador, varias plazas públicas y parques infantiles, una farmacia, un pabellón municipal de deportes, el instituto de enseñanza secundaria Barranco Las Lajas, el centro social Casa de la Mujer y una gasolinera, así como con comercios, bares y restaurantes.

## Demografía
| Año        | 2000 | 2005 | 2010 | 2015 | 2020 | 2023 |
| ---------- | ---- | ---- | ---- | ---- | ---- | ---- |
| Habitantes | 1695 | 1840 | 1861 | 1874 | 1827 | 1873 |

## Comunicaciones
Se llega a la localidad principalmente a través del Camino Real TF-237 o de la carretera a La Esperanza TF-226.

### Transporte público
En autobús —guagua— queda conectado mediante la siguiente línea de TITSA: 
| Línea | Trayecto                             | Recorrido     |
| ----- | ------------------------------------ | ------------- |
| 054   | La Laguna - Ravelo (por Agua García) | Horario/Línea |

### Caminos
Por la zona alta de la localidad se encuentra un tramo de algunos de los caminos homologados en la red de senderos de Tenerife:
- GR 131 Anaga - Chasna
- PR-TF 25 Las Raíces - Acentejo